# عبدالله بن عبدالرحمن الدويش
عبدالله بن عبدالرحمن الدويش هو قاضٍ ومؤلف سعودي، شغل منصب قاضي استئناف في محكمة الاستئناف بالرياض حتى تقاعده عام 2019م. له عدد من المؤلفات في مجالات الفقه الإسلامي والمرأة وحقوق الجنين، كما نشر مقالات في صحيفة الجزيرة السعودية.

## النسب وأصول العائلة
هو الشيخ عبدالله بن عبدالرحمن بن محمد بن إبراهيم الدويش، يُكنى بأبي عبدالرحمن. ينتهي نسبه إلى العرينات من قبيلة سبيع العريقة، وهي من القبائل العربية المعروفة في شبه الجزيرة العربية.

## المسيرة التعليمية والأكاديمية
درس الشيخ عبدالله الدويش مرحلة البكالريوس بكلية الشريعة في جامعة الإمام محمد بن سعود الإسلامية ثم أكمل تعليمه العالي في المعهد العالي للقضاء بجامعة الإمام محمد بن سعود الإسلامية، حيث قدم بحثاً تكميلياً (رسالة ماجستير) بعنوان "حقوق الجنين في الفقه الإسلامي" عام 1408هـ.

## المسيرة القضائية
تدرج الشيخ عبدالله بن عبدالرحمن الدويش في السلك القضائي السعودي، وشغل عدة مناصب قضائية:
- بدأ مسيرته القضائية في محكمة بني سعد التي تقع جنوب شرق مدينة الطائف بمسافة 70 كم، ولبث فيها ثلاث سنوات.
- انتقل بعد ذلك للعمل في محكمة حوطة بني تميم، ولبث فيها تسع سنوات.
- تولى منصباً قضائياً في المحكمة الجزائية بالرياض، إحدى المحاكم المتخصصة في النظام القضائي السعودي.
- ترشح لمنصب قاضي استئناف، كما ورد في تقرير صحفي عام 2010م.[4]
- ترقى في السلك القضائي حتى وصل إلى محكمة الاستئناف بالرياض، حيث شغل منصب قاضي استئناف على المرتبة الممتازة في النظام القضائي السعودي.
- استمر في عمله بمحكمة الاستئناف حتى تقاعده في عام 2019م، كما يظهر في مقالاته المنشورة بعد تقاعده حيث يُشار إليه بصفة "قاضي استئناف سابق".[1]

## المؤلفات
للشيخ عبدالله بن عبدالرحمن الدويش عدد من المؤلفات، منها:
- كتاب "حقوق الجنين في الشريعة الإسلامية": نُشر عام 2010 من قبل دار كنوز إشبيليا للنشر والتوزيع، وكان في الأصل بحثاً تكميلياً (رسالة ماجستير) قدمه في جامعة الإمام محمد بن سعود الإسلامية - المعهد العالي للقضاء، قسم الفقه المقارن، عام 1408هـ.[2][3] يوجد الكتاب في مكتبة المعهد العالي للقضاء وفي مكتبة الملك فهد الوطنية.[5]

- كتاب "انحراف الأحداث - الأسباب والعلاج والمحاكمة": كتاب يتناول قضايا انحراف الشباب والأحداث وسبل معالجتها من منظور شرعي وتربوي.[6] مسجل في مكتبة الملك فهد الوطنية تحت عنوان "انحراف الاحداث: الاسباب والعلاج والمحاكمة".[7]

- كتاب "المرأة في الإسلام حقائق وأحكام": يتناول هذا الكتاب قضايا المرأة في الإسلام من منظور شرعي.[8]

## المقالات
ساهم الشيخ عبدالله الدويش بعدد من المقالات في صحيفة الجزيرة السعودية، تناولت مواضيع متعلقة بالمرأة والأسرة والأحكام الشرعية. من مقالاته المنشورة:
- مقال "ضمان الاستقرار النفسي للمرأة في الإسلام.. «مجوهرات علمية للمرأة المسلمة»": نُشر في صحيفة الجزيرة بتاريخ 1 سبتمبر 2019، وتناول موضوع الاستقرار النفسي للمرأة في الإسلام.[9]

- مقال "هل يحق للزوج استرجاع المهر بعد الدخول بالزوجة؟": نُشر في صحيفة الجزيرة بتاريخ 11 سبتمبر 2020، وتناول مسألة فقهية تتعلق بالمهر وحكم استرجاعه بعد الدخول بالزوجة.[10]

- مقال "الولي الشرعي في النكاح": نُشر في صحيفة الجزيرة بتاريخ 17 يوليو 2020، وتناول موضوع الولي الشرعي في النكاح وشروطه وأحكامه في الشريعة الإسلامية.[1]

## وصلات خارجية
- مقال "ضمان الاستقرار النفسي للمرأة في الإسلام" في صحيفة الجزيرة
- مقال "هل يحق للزوج استرجاع المهر بعد الدخول بالزوجة؟" في صحيفة الجزيرة
- مقال "الولي الشرعي في النكاح" في صحيفة الجزيرة
- كتاب "حقوق الجنين في الشريعة الإسلامية" في مكتبة جرير
- كتاب "انحراف الأحداث - الأسباب والعلاج" في مكتبة جرير